# دام (فیلم ۱۹۱۹)
«دام» (انگلیسی: The Trap (1919 film)) فیلمی در ژانر درام است که در سال ۱۹۱۹ منتشر شد. از بازیگران آن می‌توان به رود لا رک و تلولا بنک‌هد اشاره کرد.